# Семейские
Семе́йские — старообрядцы, высланные правительством Российской империи в Забайкалье в XVIII веке при разделе Речи Посполитой. В ходе Всероссийской переписи населения 2010 года отнесены к русским. На 2010 год в Республике Бурятия насчитывалось 26 семейских.

## Разгром Ветки
Семейские были переселены в Забайкалье из Ветки, ныне города Гомельской области Беларуси, во времена раскола находившегося на территории Речи Посполитой у западных границ России. Первый разгром Ветки произошёл в 1735 году — 40 000 человек были принудительно переселены в Восточную Сибирь и Забайкалье. Эти события получили название «Первого выгона».
Пётр III и Екатерина II смягчили отношение государства к раскольникам: в 1762 году было отменено двойное налогообложение, объявлена религиозная амнистия. В целях колонизации переселенцам в указанные губернии (в том числе и раскольникам) обещано освобождение от податей на шесть лет. В последующие годы прошло несколько переселений больших групп староверов, с сопровождением государственными чинами, в основном в Забайкалье. Некоторые из староверов пошли добровольно, так как им были обещаны льготы; часть же выселена насильственным путём. В 1765—1766 годах первые партии осели в разных точках Забайкалья, где-то в уже существующих деревнях, часть образовала новые населённые пункты. Основные группы осели в 1767 году. Последняя партия старообрядцев была доставлена в Забайкалье в 1795 году.

## Причины переселения
В середине XVIII века ухудшились отношения России с Цинской империей. В 1752 году появился проект организации снабжения Камчатки и Охотска по реке Амур. 28 декабря 1753 года Сенат создал «Секретную Нерчинскую экспедицию», которая должна была подготовить сплав по Амуру. Сбежавший из Нерчинских заводов каторжник сообщил китайским властям, что русские готовятся захватить Амур. Обстановка на границе резко обострилась. Селенгинский комендант Варфоломей Якоби в 1757 году составил проект организации защиты восточных границ России. Планом было предусмотрено увеличение численности войск на границе до 35 тысяч человек. В 1764 году в Тобольске начали формировать два ландмилицейских полка из «польских выведенцев», которые отправляли в Забайкалье к границе с империей Цин, а негодных для военной службы и старше 40 лет — в Селенгинский и Нерчинский уезды для обеспечения полков продовольствием.

## Расселение старообрядцев и формирование субэтноса
Переселённые старообрядцы получили от местных жителей название семейские, ввиду их прихода большими семьями с имуществом, в отличие от одиноких каторжников.
Для водворения за Байкалом «польских посельшиков» и устройства их быта в Селенгинске было создано в 1766 году особое учреждение «Хлебопашеств и поселения Контора», во главе которой был поставлен плац-майор Селенгинского гарнизона Налабордин. Высшее руководство делом обустройства переселенцев лежало на Селенгинском коменданте — генерале Якоби.
Семейские расселились крупными группами, образовав сёла и деревни Тарбагатай, Куйтун, Большой Куналей, позднее Новую Брянь и др. на территории современных Бичурского, Мухоршибирского, Тарбагатайского и частично Хоринского, Заиграевского, Селенгинского, Кижингинского, Кяхтинского, Прибайкальского районов Республики Бурятия, а также Петровск-Забайкальского Улётовского и Красночикойского районов Забайкальского края. Благодаря особенностям жизни, связанным с их религиозным мировоззрением, семейские не смешались с «православными» и сохранили свои отличительные черты.
В имперский период у семейских доминировали беглопоповцы (в основном «ветковского» согласия), на втором месте по количеству были беспоповцы разных согласий (больше всего федосеевцев и самокрещенцев). Белокриницкое согласие появилось у них в конце XIX в. и к моменту революции насчитывало всего ок. 0,5 % семейских. Всего насчитывалось ок. 30 разных согласий Скорее всего это связано с тем, что новых ссыльных староверов местные власти подселяли к представителям других направлений старообрядчества, чтобы те не могли создать сильные общины. В результате в одной деревне могло быть 3500 беглопоповцев, 500 федосеевцев, 80 самокрещенцев, 15 поморцев, 15 филипповцев и т. д. Сейчас среди семейских абсолютное большинство принадлежит к Русской Древлеправославной церкви (новозыбковское согласие, вышедшее из беглопоповщины). В г. Улан-Удэ находится митрополичья кафедра этой церкви, в разных районах Республики Бурятии и Забайкальского края несколько десятков храмов и десяток священнослужителей. Также есть несколько небольших общин Русской Православной старообрядческой церкви (белокриницкое согласие) и одна община Древлеправославной Поморской церкви (не зарегистрированная, включающая несколько семей).
Значительная часть семейских в период коллективизации была раскулачена и выслана. В 1929 году были созданы вооружённые формирования. Центром сопротивления стали сёла Бичура и Малета. В начале 1930-х произошло Малетинское крестьянское восстание, в котором принимали участие до 600 человек.
В 1930—1940-е годы в Забайкалье было закрыто около 80 старообрядческих храмов и часовен.
В 1960-е годы прошла волна разрушения зданий, в которых раньше были старообрядческие церкви. К началу 1970-х в Забайкалье не осталось ни одной официально зарегистрированной старообрядческой общины. Действовала единственная старообрядческая церковь в селе Новый Заган Мухоршибирского района Бурятии.

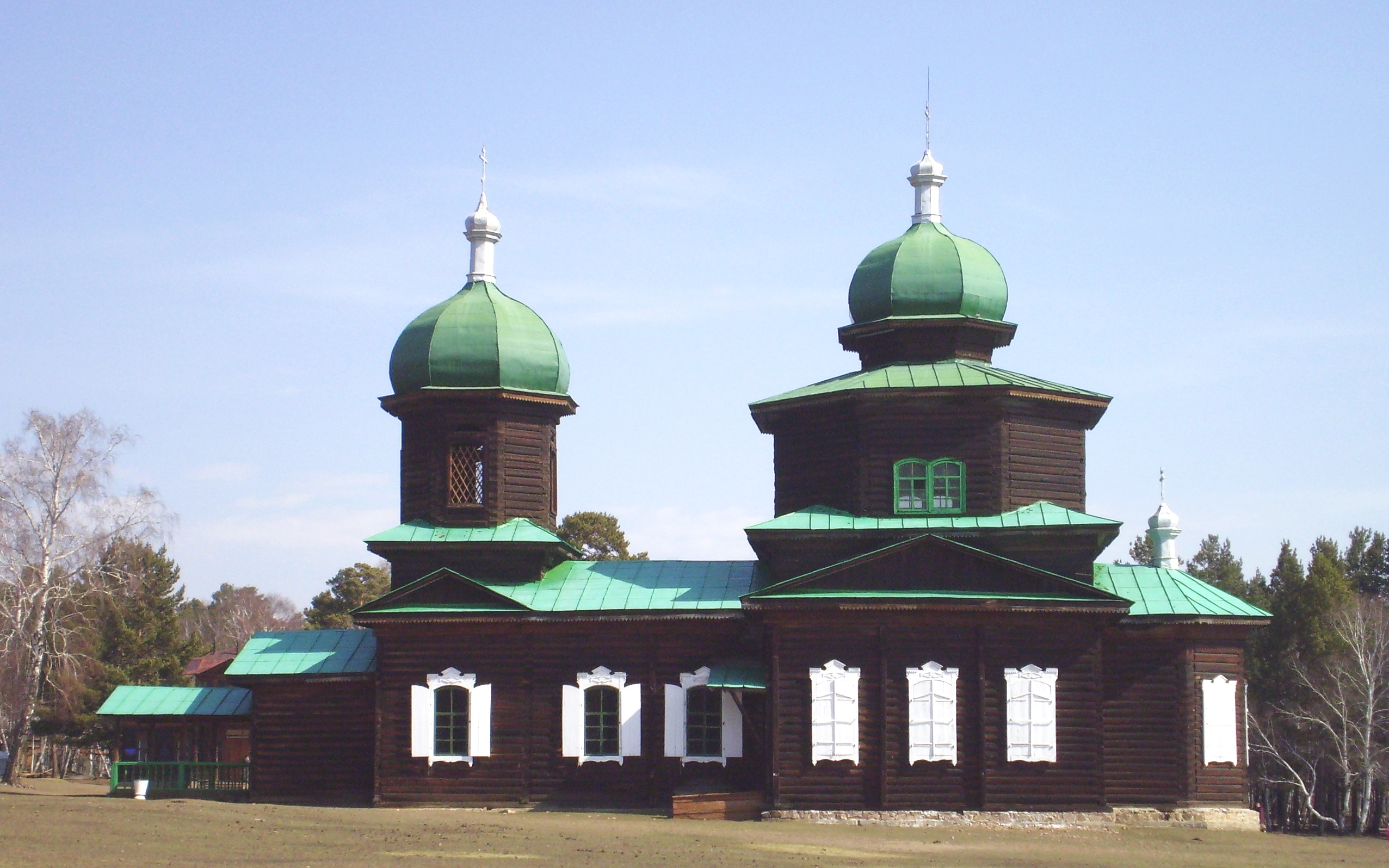
Никольская церковь в Улан-Удэ. Начало XX века.
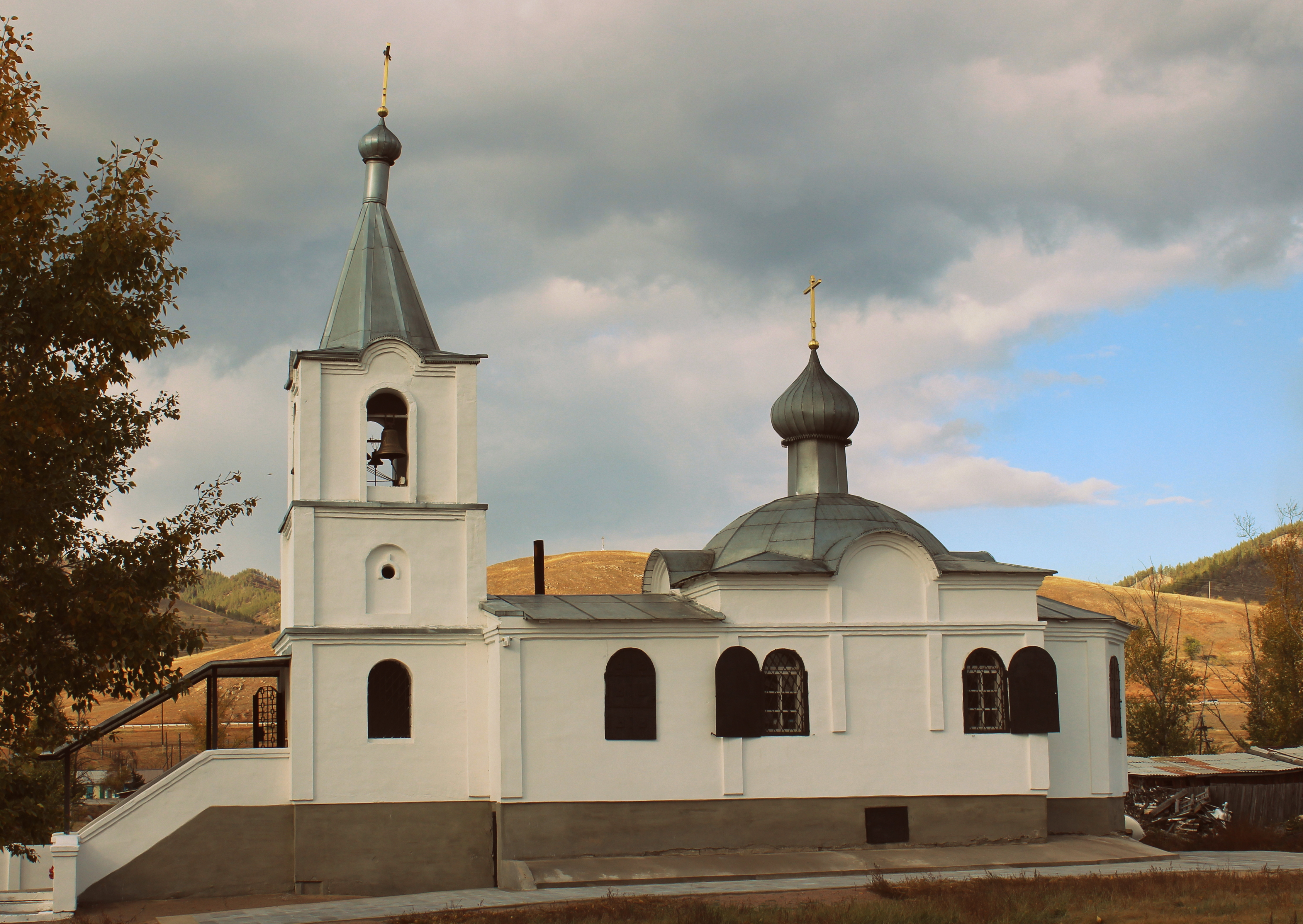
Церковь Николая Чудотворца в с.Тарбагатай (РДЦ)
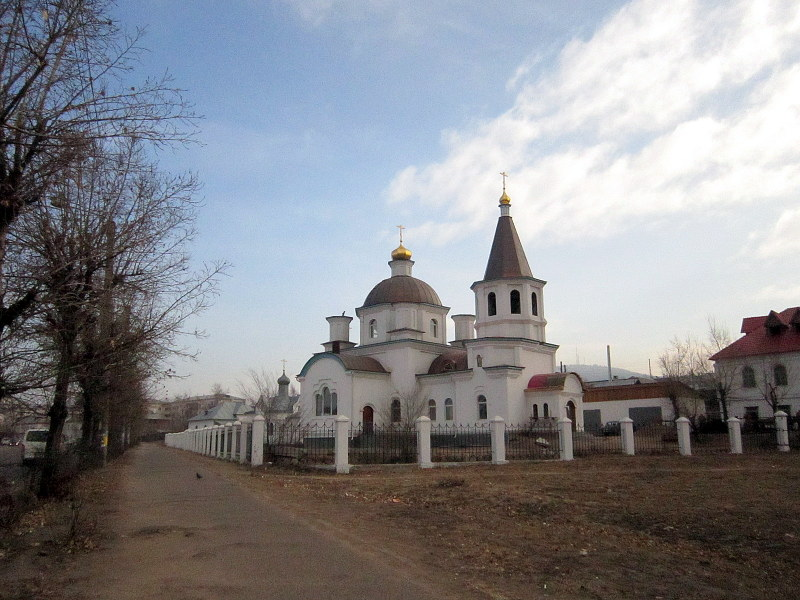
Храм Рождества Христова в Улан-Удэ (РДЦ)
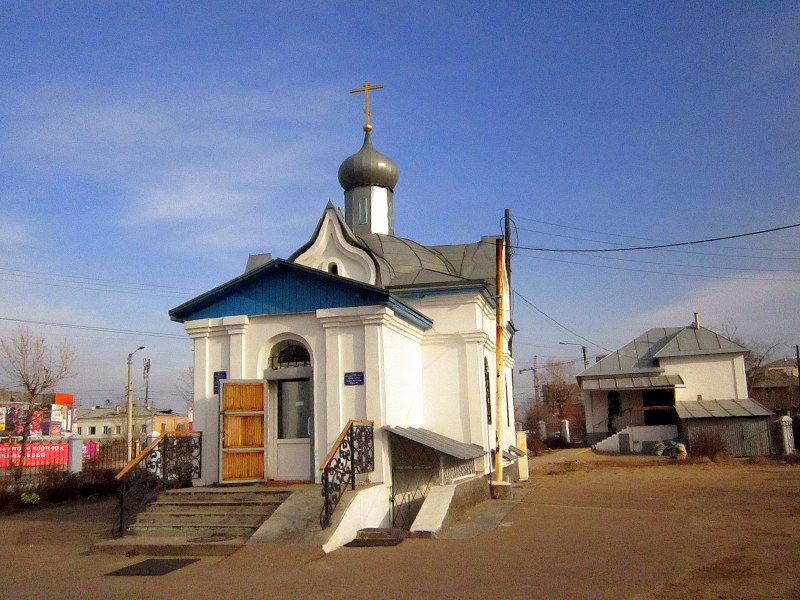
Часовня Св. Варвары в Улан-Удэ (РДЦ)

## Хозяйственная деятельность
Семейские принесли с собой высокую сельскохозяйственную культуру. Они выращивали рожь, пшеницу, ячмень, гречиху, овёс, картофель, овощи, коноплю. Скотоводство играло подсобную роль. В XIX веке Верхнеудинский округ стал наиболее развитым в Забайкалье в земледельческом отношении (см. Верхнеудинская ярмарка).
Во второй половине XIX века, с началом добычи золота в Забайкалье, семейские начали работать на золотых приисках. Семейские считались лучшими приисковыми рабочими в Восточной Сибири. В начале 1880-х годов в одной только Мухоршибирской волости на приисковые работы было нанято 780 человек.

## Одежда
Одежда семейских (прямой сарафан в шесть полос, кичка) — с элементами польского, белорусского и украинского костюма. Отличительные черты костюма:  девичий косник, налобная бисерная повязка, янтарные бусы, яркие ткани. Многие детали костюма были заимствованы уже в Сибири у старожилов и бурят.

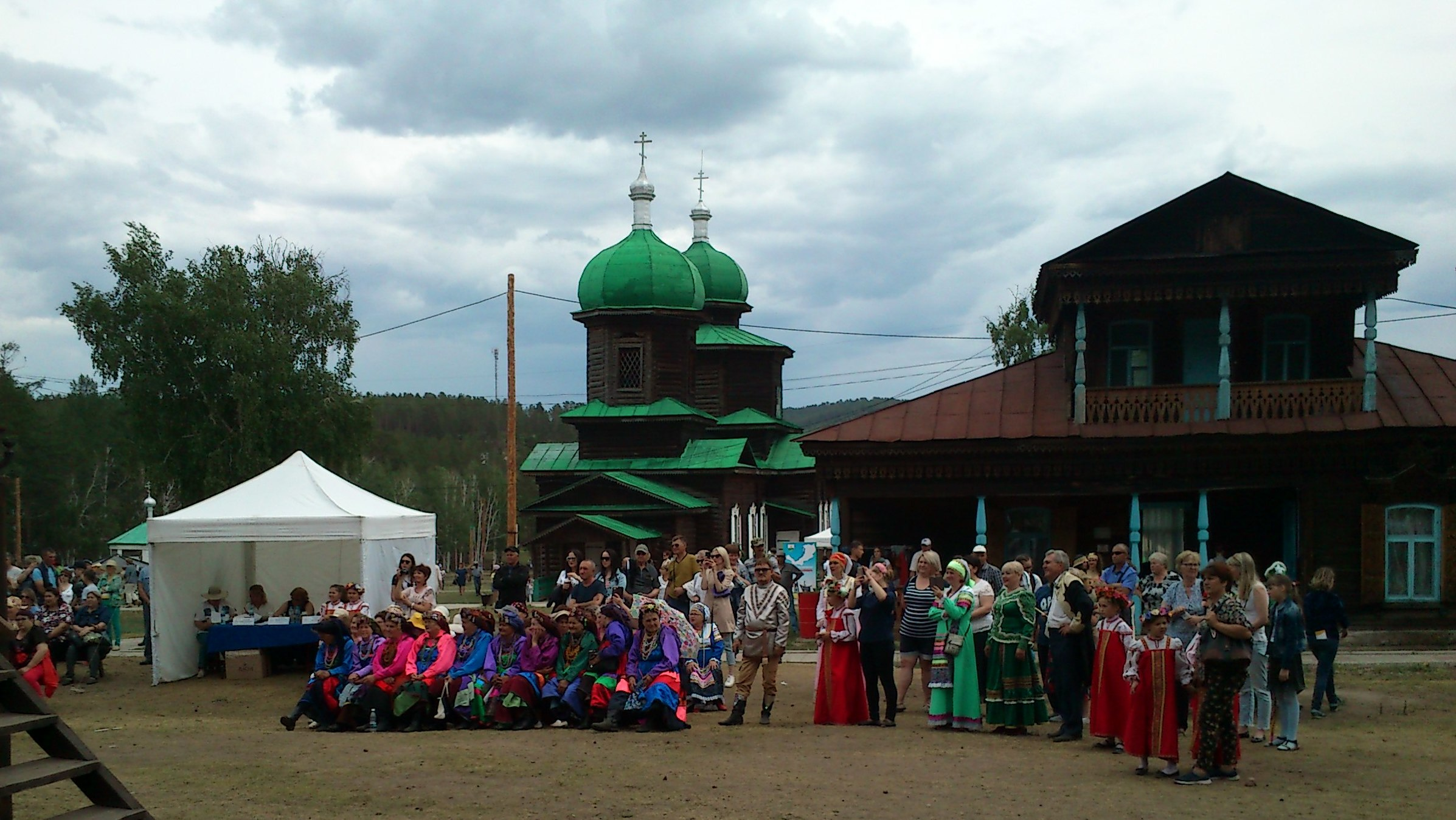
Праздник «Байкальский хоровод»
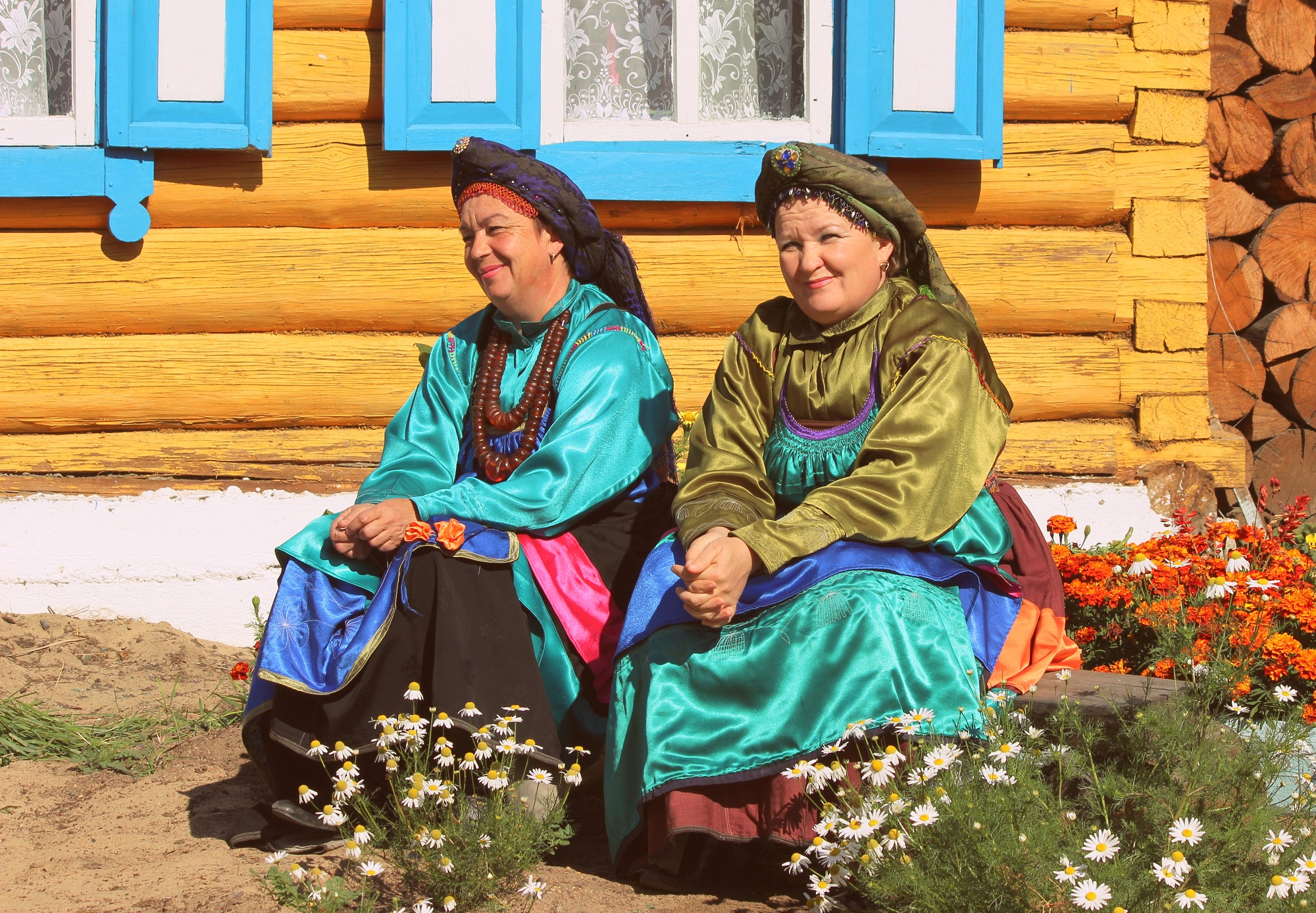
Жительницы села Тарбагатай в традиционных семейских костюмах
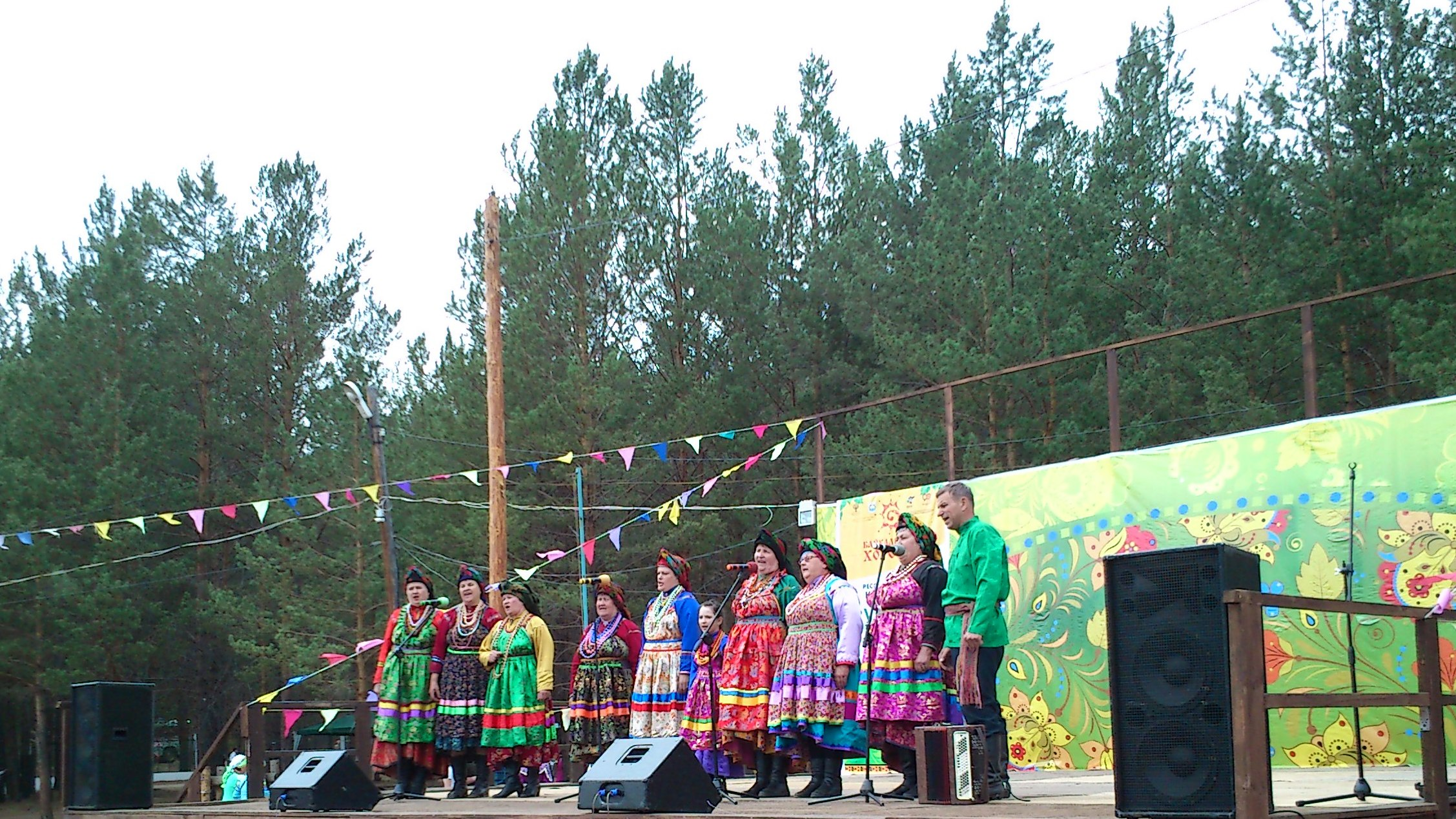
Семейский хор из с. Бичура

## Жилище
Дома семейских аналогичны тем, что находят при раскопках Москвы, Новгорода, Пскова и других древних городов Руси. Отличительные черты — высокое крыльцо, округлые углы внутри помещения, массивная матица, потолок из круглых брёвен, колотые пополам брёвна на полу, богато украшенные ворота и ставни. Масляной краской окрашивали окна, двери, плинтусы, крупными стилизованными цветами расписывали стены, потолок, перегородки.

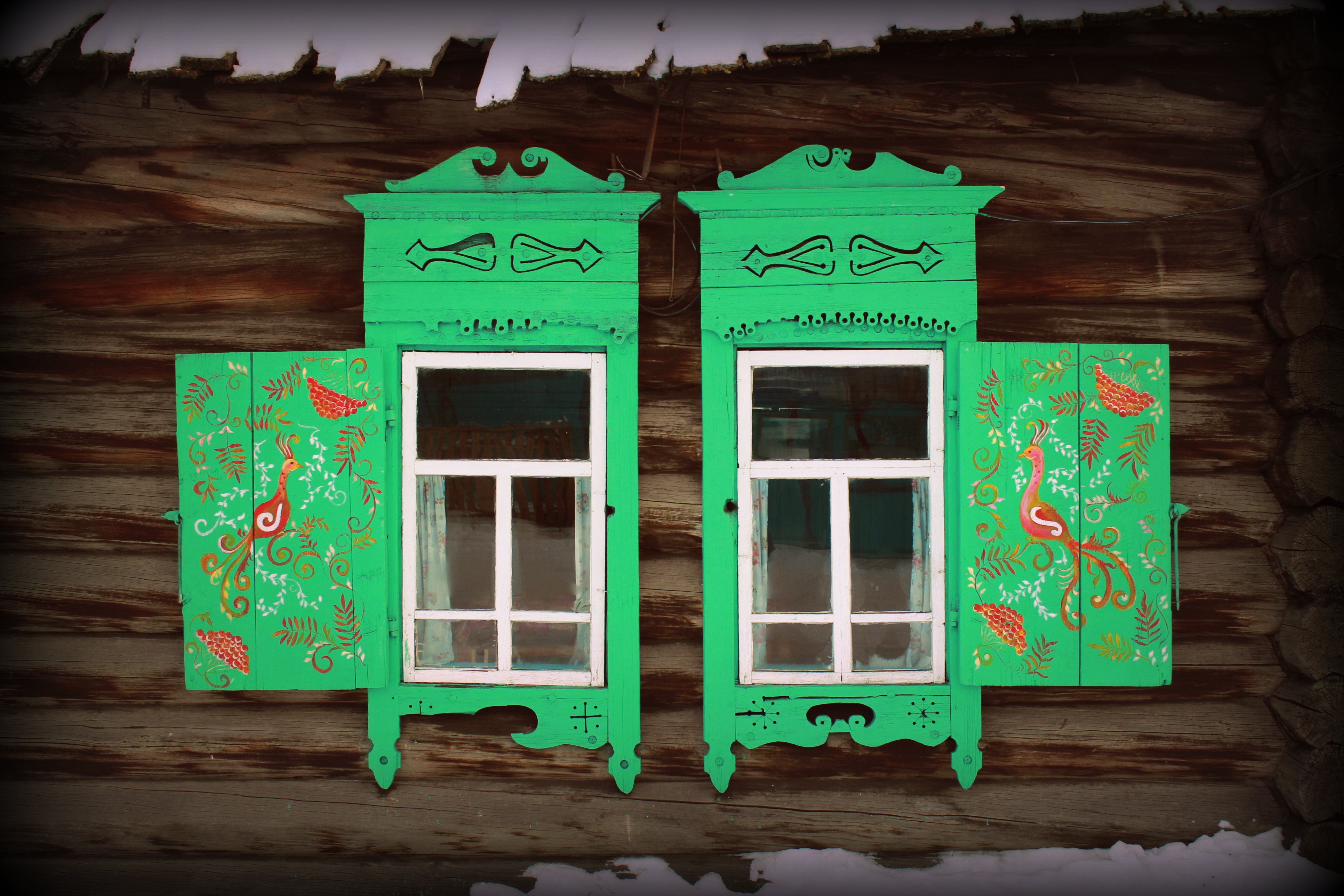
Столетний дом семейских в Новой Бряни.
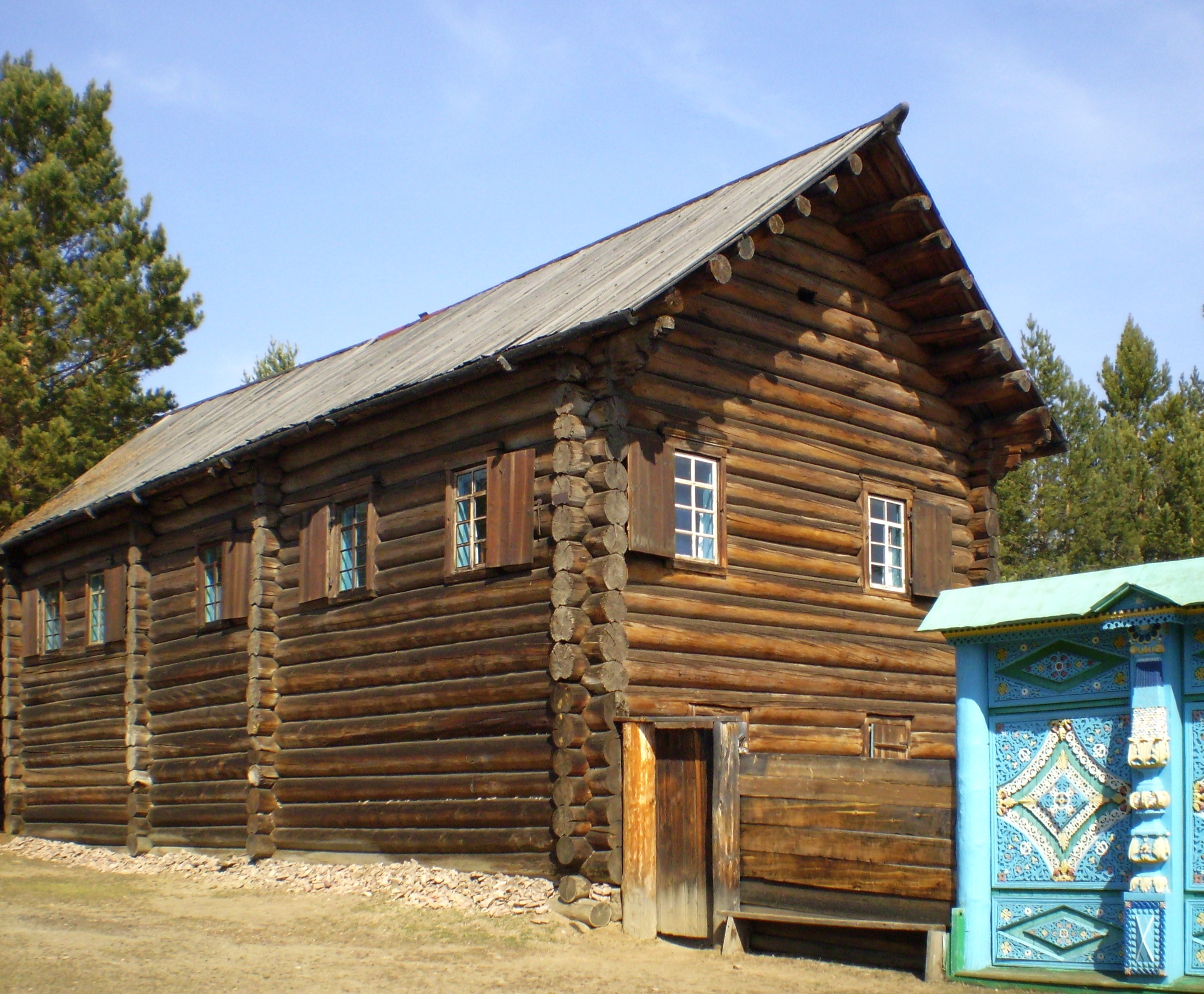
Дом богатого старообрядца Борисова.
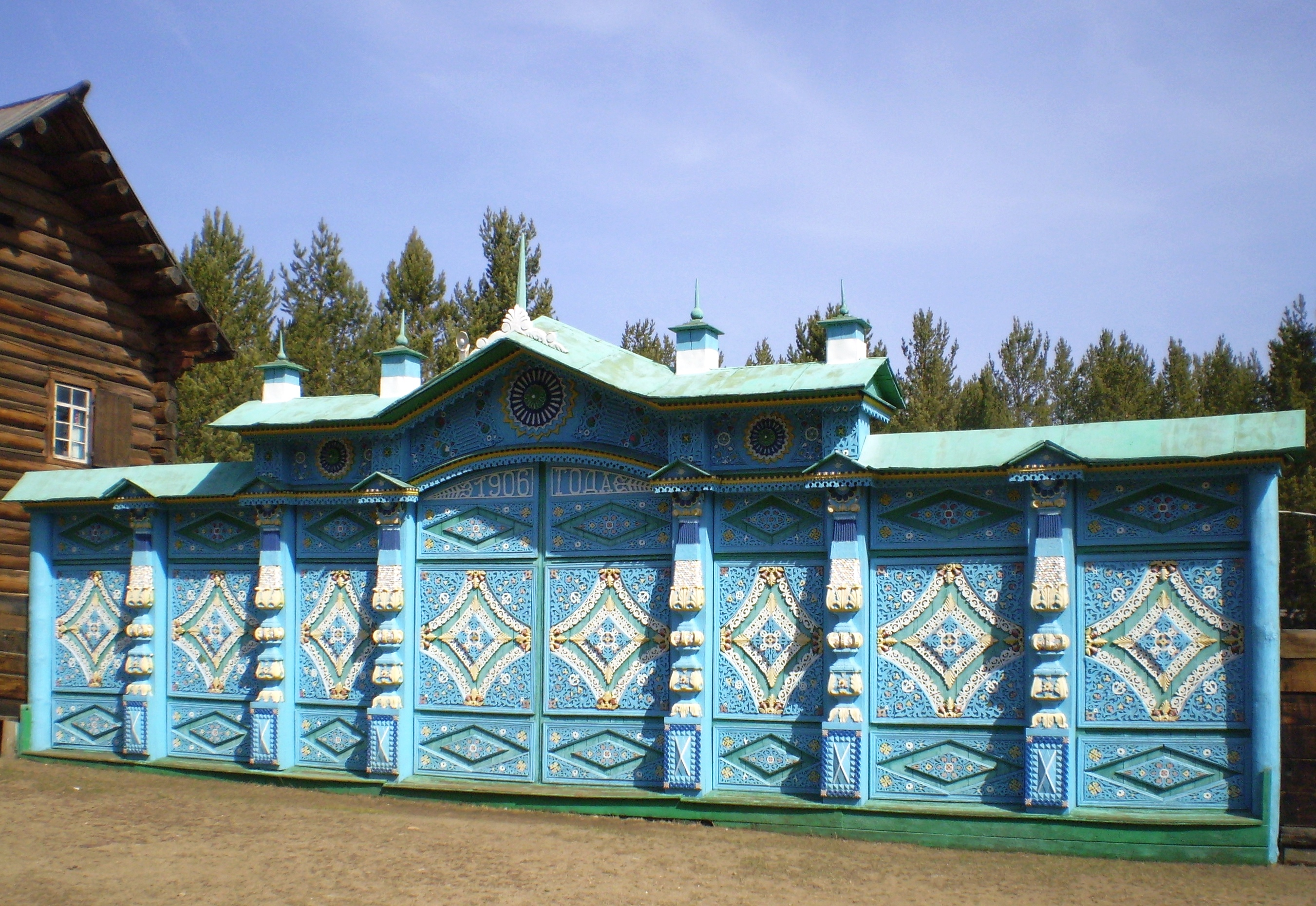
Богатое украшение ворот указывало на богатство хозяина дома.
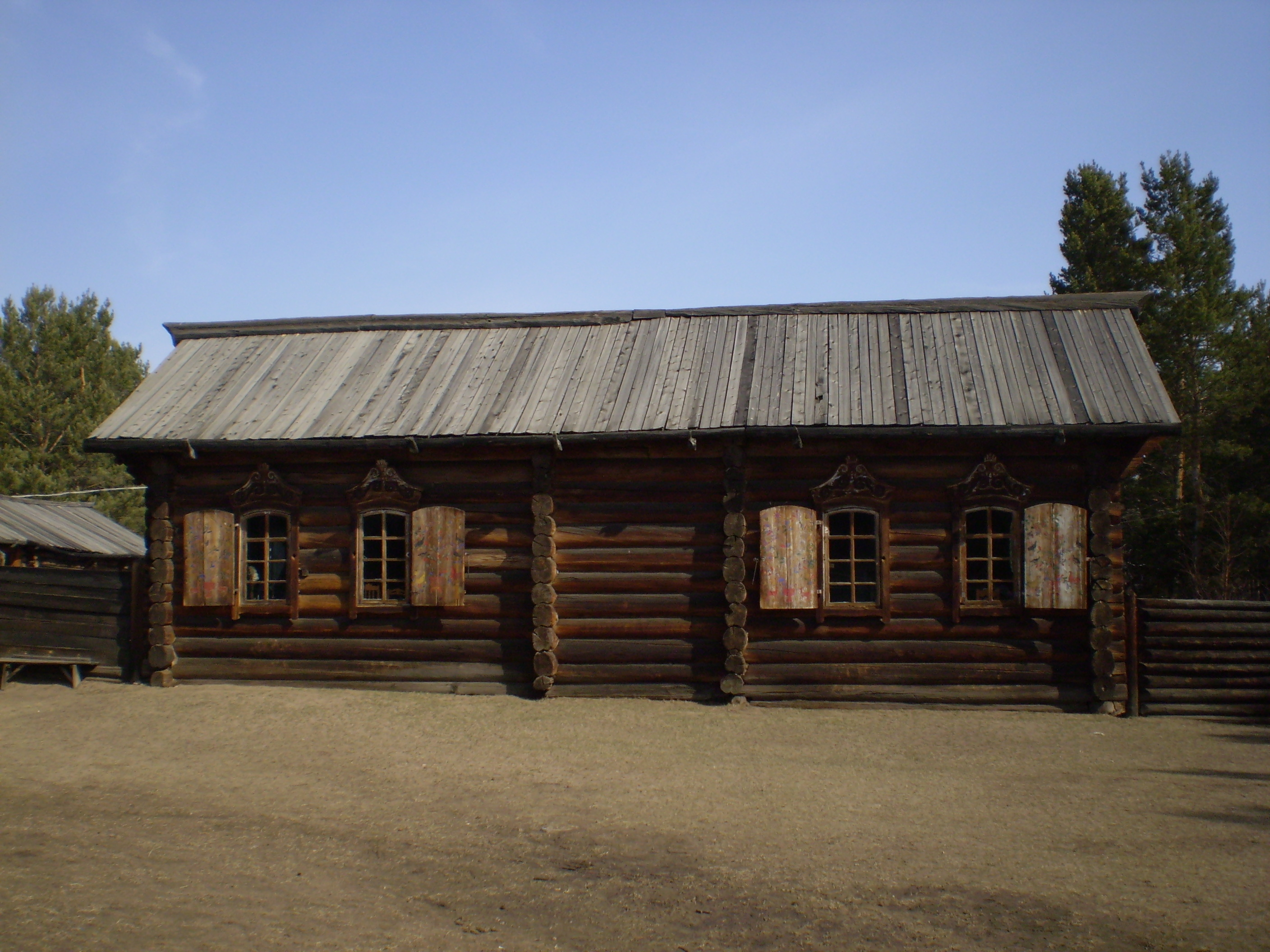
Дом Зайцева. Шестистенная изба-связь.
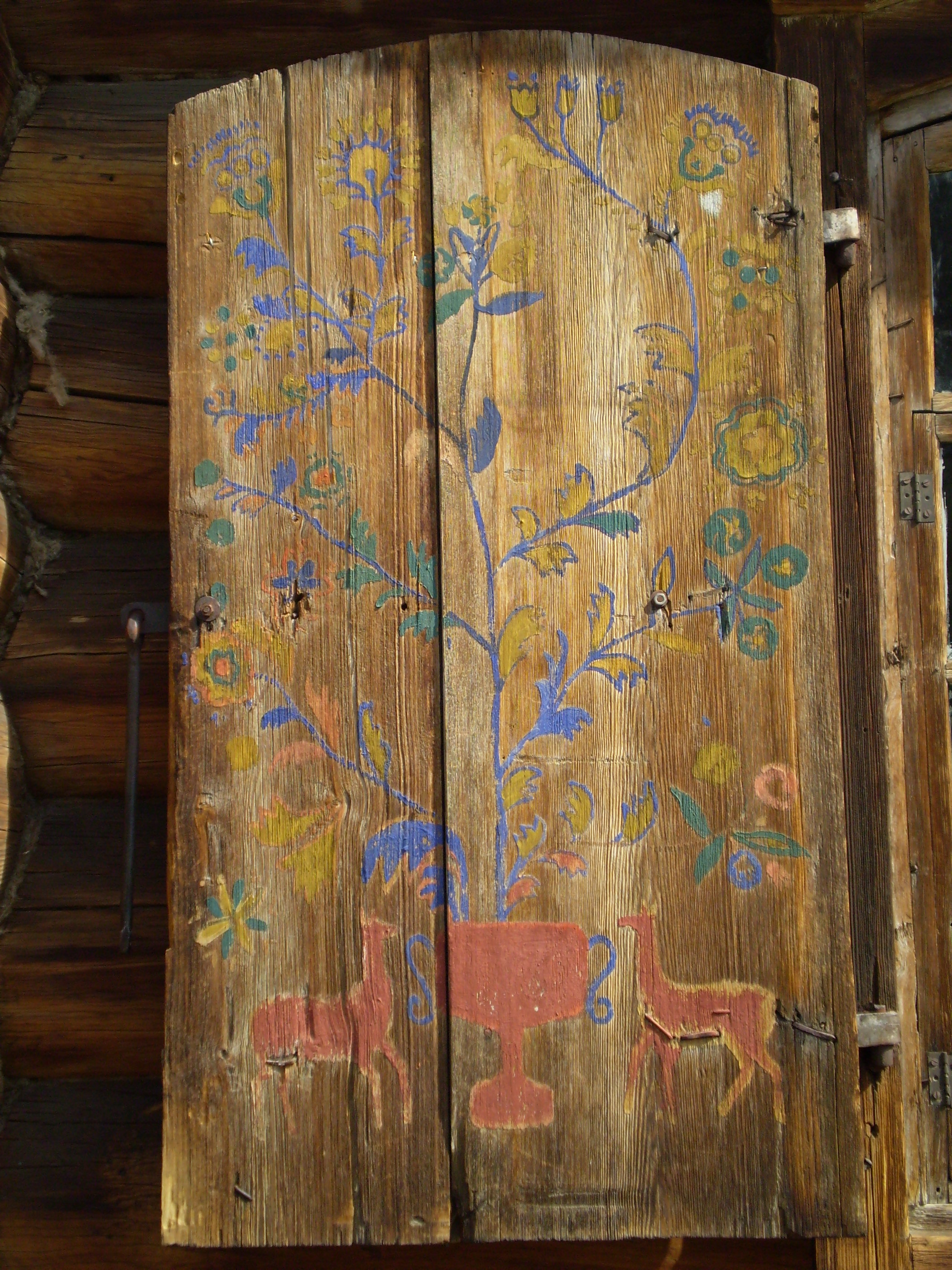
Ставни дома.
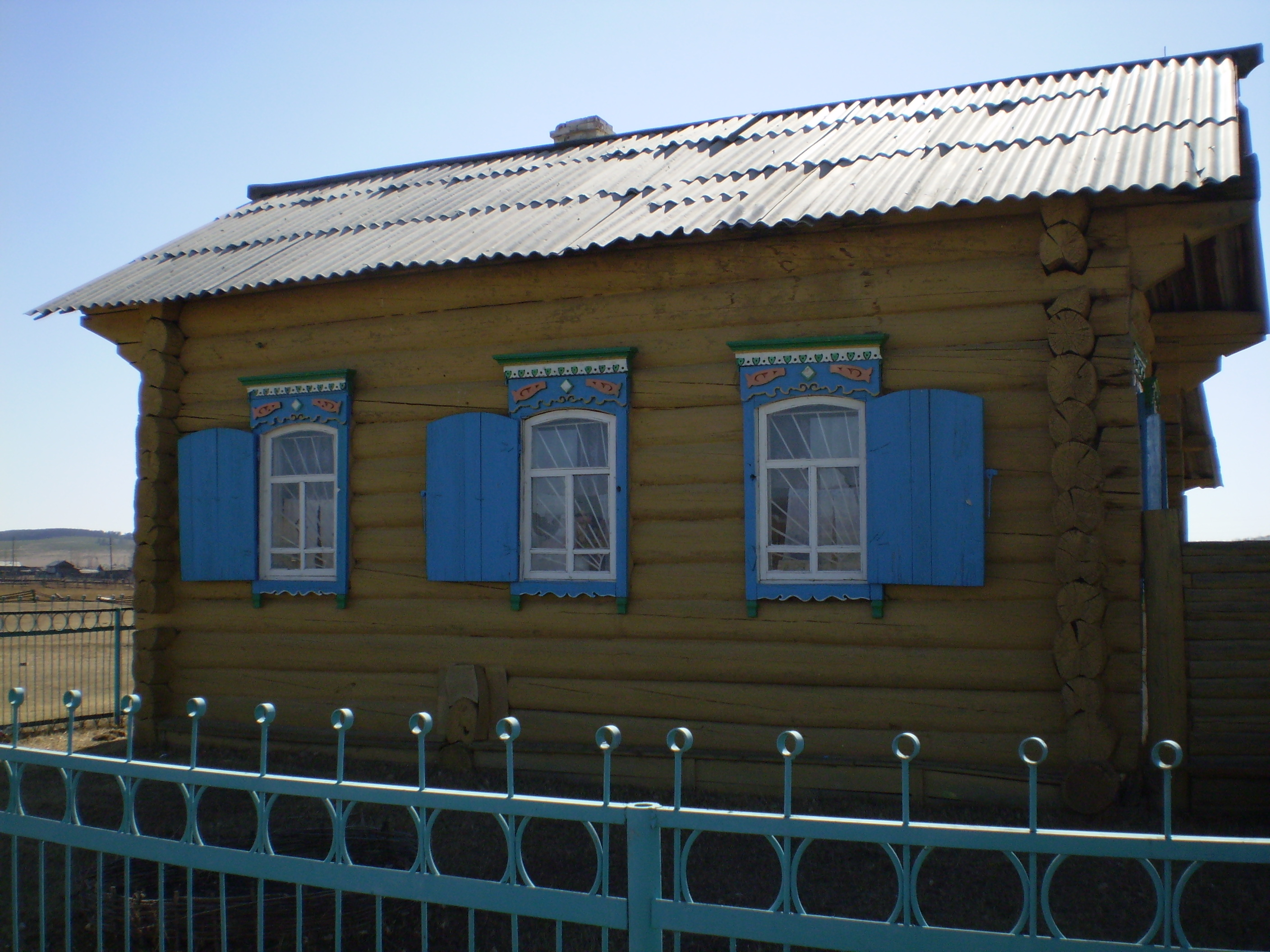
Дом-музей Исая Калашникова
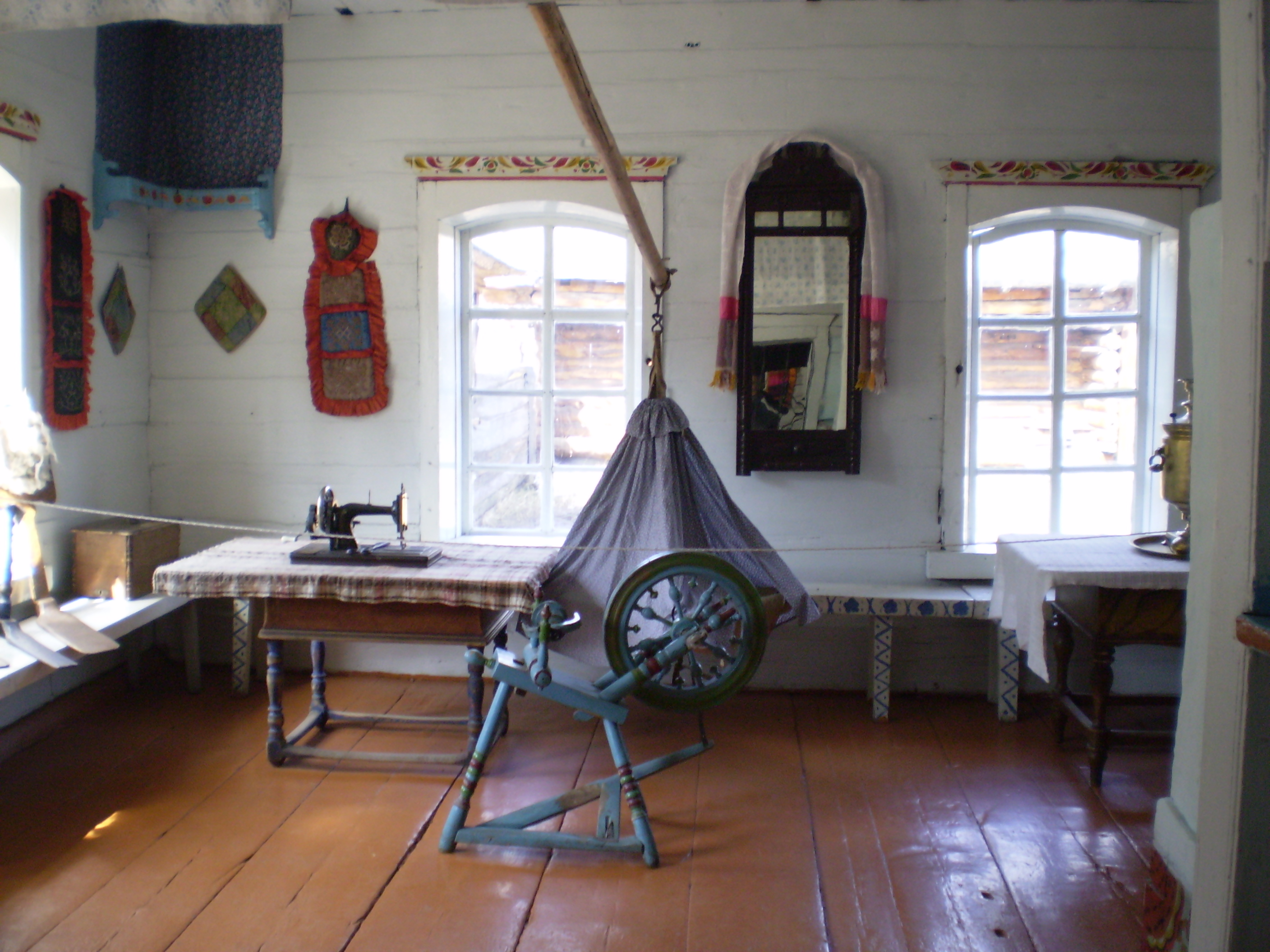
Убранство старообрядческого дома.
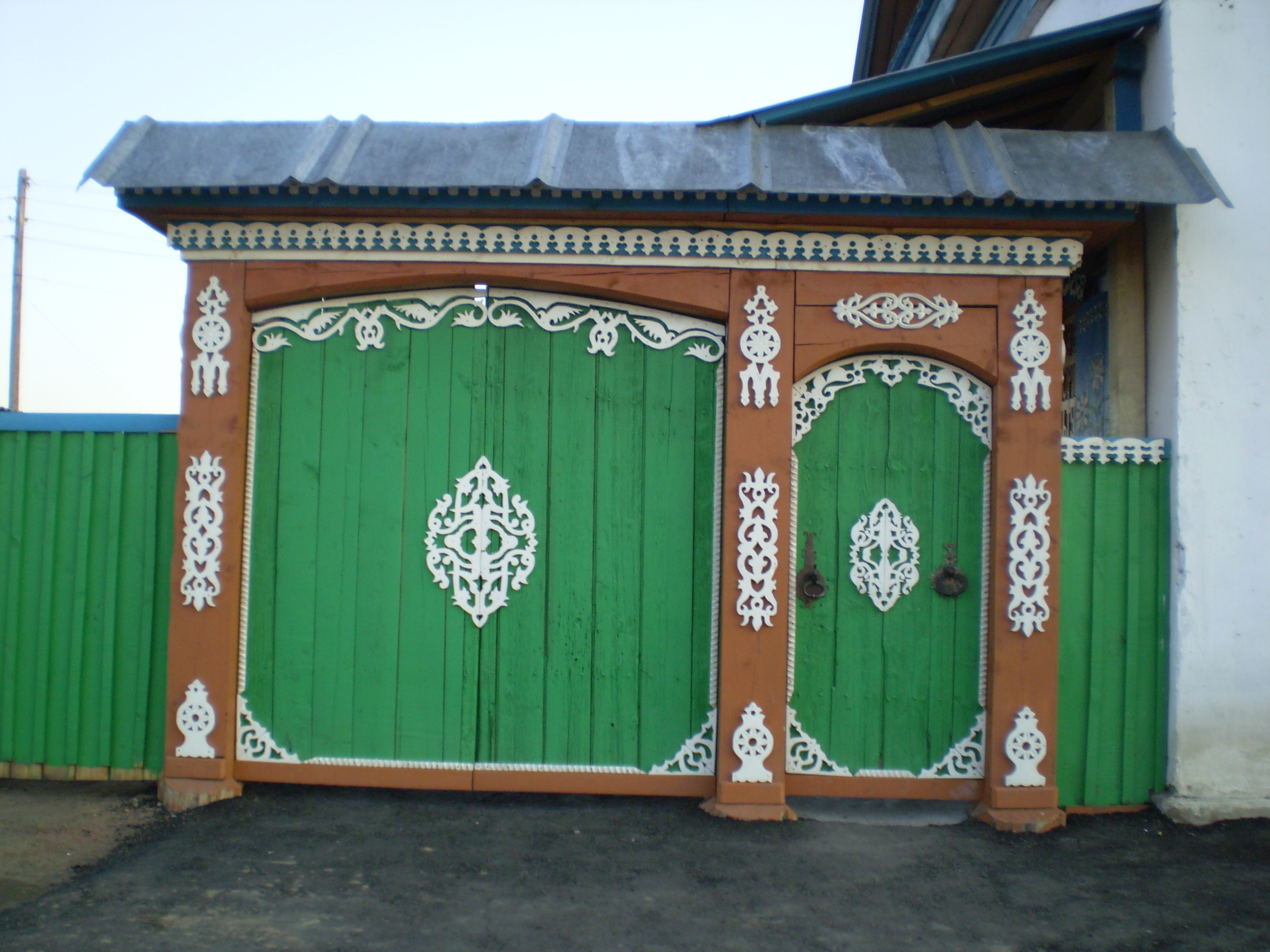
Ворота.

## Кухня

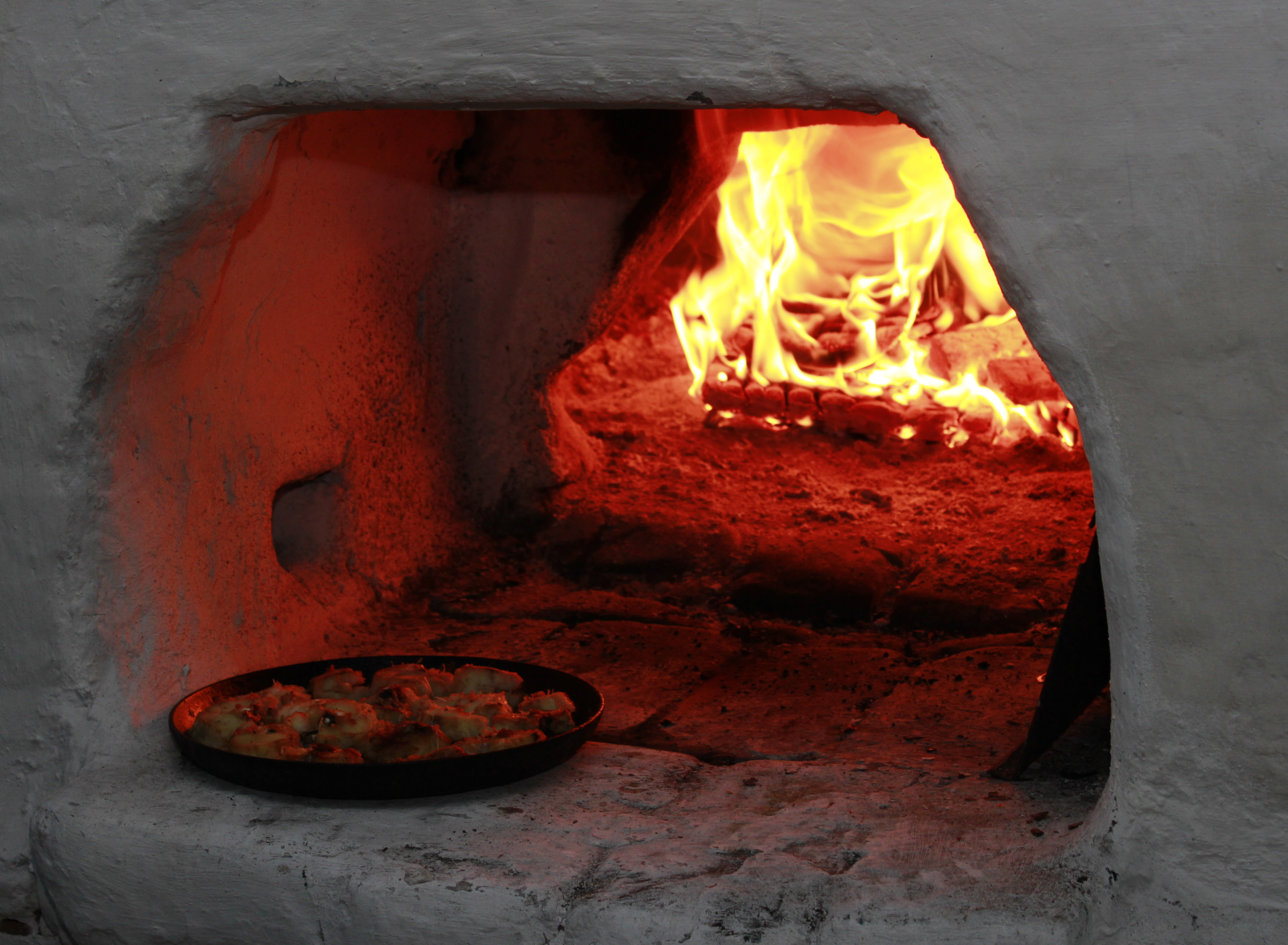
Русская печь

Кухня семейских — с большим количеством мяса. Мясо жареное и тушеное — баранина, свинина, говядина, дикой козы и изюбря. Не ели зайчатину. Строго соблюдали посты. В году было до 244 постных дней. Чай пили не все; вместо чая пили кипячёную воду, настой трав или бадана. Алкоголь и табакокурение запрещены, как у всех старообрядцев. В домах на видном месте держали полную бутылку водки — это означало, что хозяин дома не пьёт водку.

## Семьи
Семьи семейских — традиционные, патриархального типа, с большим количеством детей. В большой усадьбе, состоящей из нескольких домов, жило до 4 поколений одной семьи. Имущество и землю делили редко. В семье признавалось главенство мужа над женой. Супружеские измены как мужа, так и жены строго порицались. Наследство передавалось по мужской линии. Межэтнические и межрелигиозные браки были запрещены. Запрещался приём пищи совместно с иноверцами.

## Музыкальные традиции
Инструментальная музыка в среде семейских распространена мало. Песенная традиция в современности представлена ансамблями и хорами. Сольное пение, за исключением частушечного жанра, не популярно.
Первые исследования музыкальной культуры семейских проводили П. А. Ровинский в 1873 году и Н. П. Протасов в 1926 году.
В некоторых сёлах в музыкальной традиции присутствуют индивидуальные черты. Широко распространены песни: рекрутские, хороводные, песни тюрьмы и каторги, заимствованные у старожилов Забайкалья. Сохранились традиционные свадебные песни, духовные стихи, плачи (голошения). Не сохранились календарные обрядовые песни.
В каждом забайкальском старообрядческом селе существуют народные хоры и фольклорные коллективы. Наиболее известные:
- Тарбагатайский семейский этнографический ансамбль «Судьбинушка» (создан в 1990 г.) — лауреат Премии имени Пятницкого, обладатель звания «Живые сокровища», присуждённого ЮНЕСКО в 2001 году.
- Тарбагатайский семейский народный хор «Былина» (создан в 1982 г.) — участник общероссийских и сибирских фестивалей и смотров.
- Большекуналейский семейский народный хор (создан в 1927 г.) — вышел на республиканскую сцену в 1936 и в 1967 году удостоен звания «народный», участник и дипломант многих всесоюзных и международных конкурсов, награждён Большой и Малой бронзовыми медалями ВДНХ в 1985 году.
- Забайкальский семейский народный хор «Истоки», г. Улан-Удэ (создан в 1967 г.) — лауреат и дипломант многих всероссийских и международных фестивалей и конкурсов.

## Известные семейские
- Афанасий (Федотов) — старообрядческий епископ Иркутско-Амурский и всего Дальнего Востока, родился в Тарбагатае.
- Исай Калашников — советский писатель, родился в селе Шаралдай Мухоршибирского района Бурятии.
- Степан Лобозеров — член Союза писателей СССР, драматург, родился в селе Большой Куналей Тарбагатайского района Бурятии.
- Елизар Мальцев — советский писатель.
- Александр Леонов (Илья Чернев) — советский писатель. Автор трилогии «Семейщина»[12].
- Софроний (Китаев) — епископ Губкинский и Грайворонский РПЦ, родился в селе Верхний Жирим.
- Виктор Иванов — член Союза Писателей СССР.
- Александр Михайлов — актёр театра и кино («Любовь и голуби», «Карнавал»), родился в пгт. Оловянная, родители родом из современного Красночикойского района Забайкальского края.
- Ф. Ф. Болонев — известный этнограф и историк. Уроженец села Большой Куналей. Доктор исторических наук, занимался исследованием культуры семейских, работал в Институте истории, филологии и философии СО РАН.
- Пётр Болонев — видный деятель сельского хозяйства России и Республики Бурятия. Внес огромный вклад в развитие сельскохозяйственных отношений с Монголией. Заслуженный работник сельского хозяйства РФ. Уроженец села Большой Куналей Тарбагатайского района.
- Б.К. Ланцов - полковник, командир воинской части в п. Чкаловский Московской области, занимался системами жизнеобеспечения космонавтов, внес огромный вклад в реализацию программы "Союз-Аполлон".
- Александр Варфоломеев — сенатор Российской Федерации.

## Музеи
- «Музей старообрядческой культуры» — село Тарбагатай, Тарбагатайский район Республики Бурятия.
- Семейский комплекс Этнографического музея народов Забайкалья

## Галерея
Экспонаты семейского комплекса Этнографического музея народов Забайкалья, Улан-Удэ, Бурятия

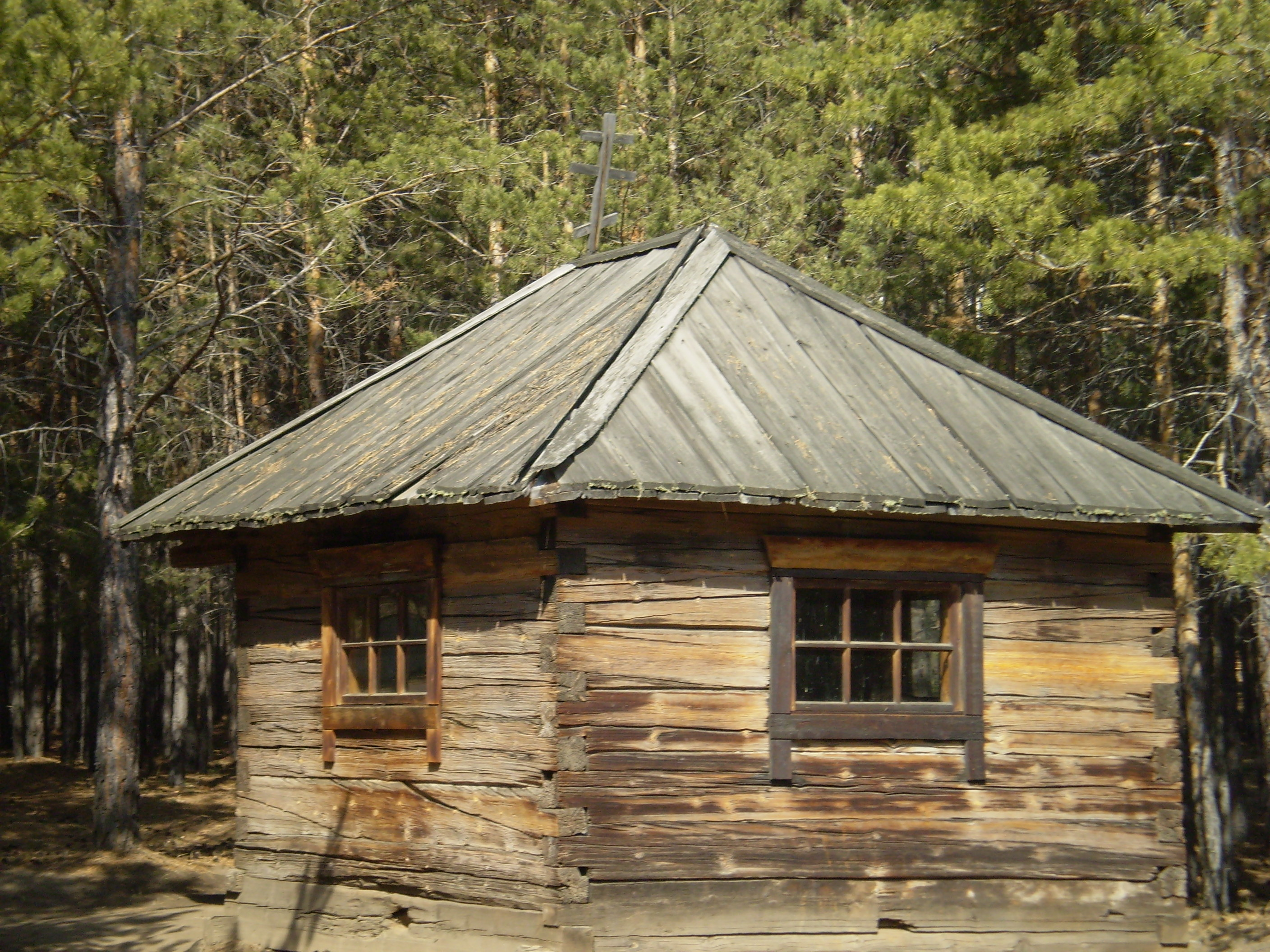
Старообрядческая часовня.
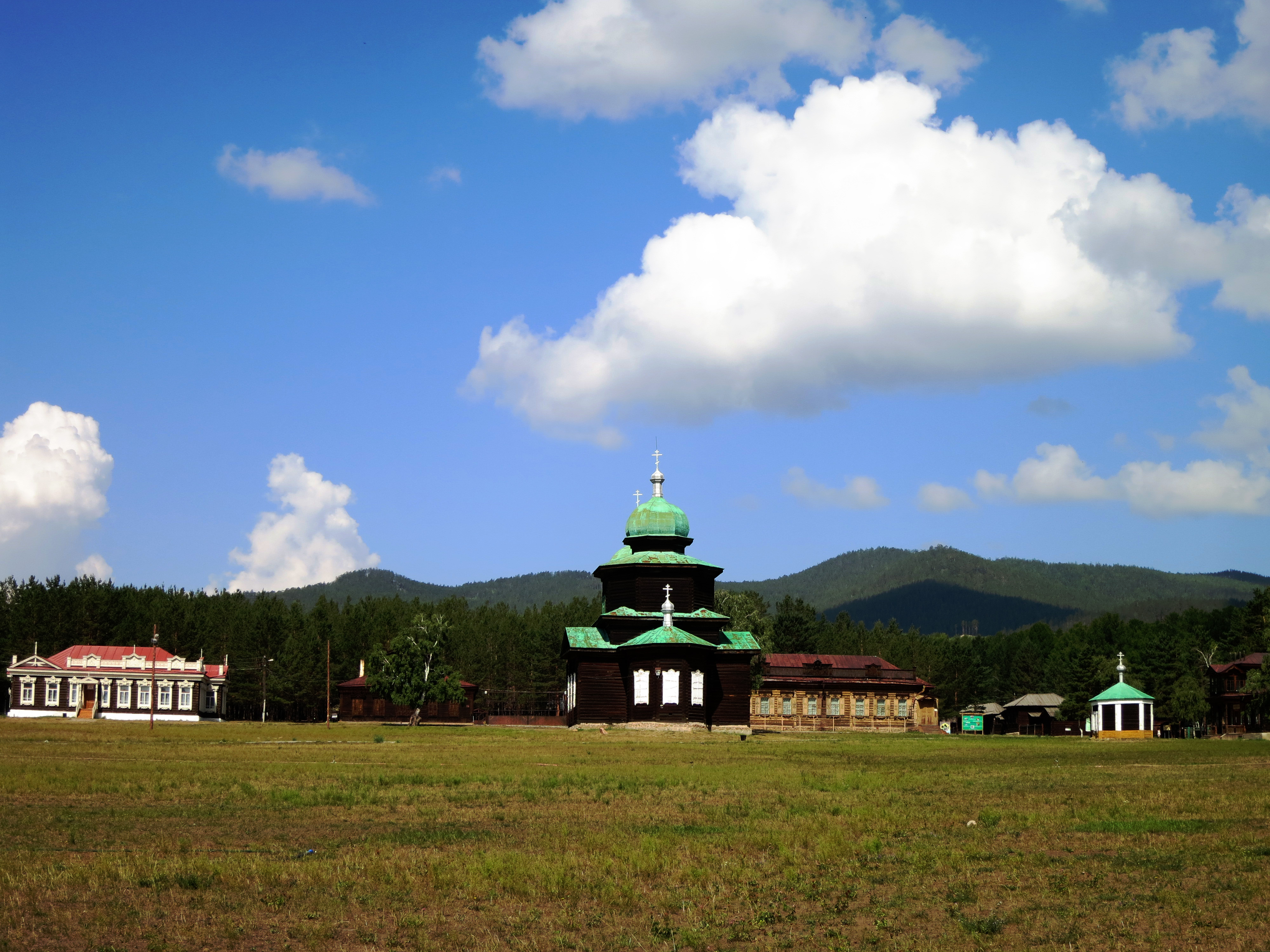
Никольская церковь.
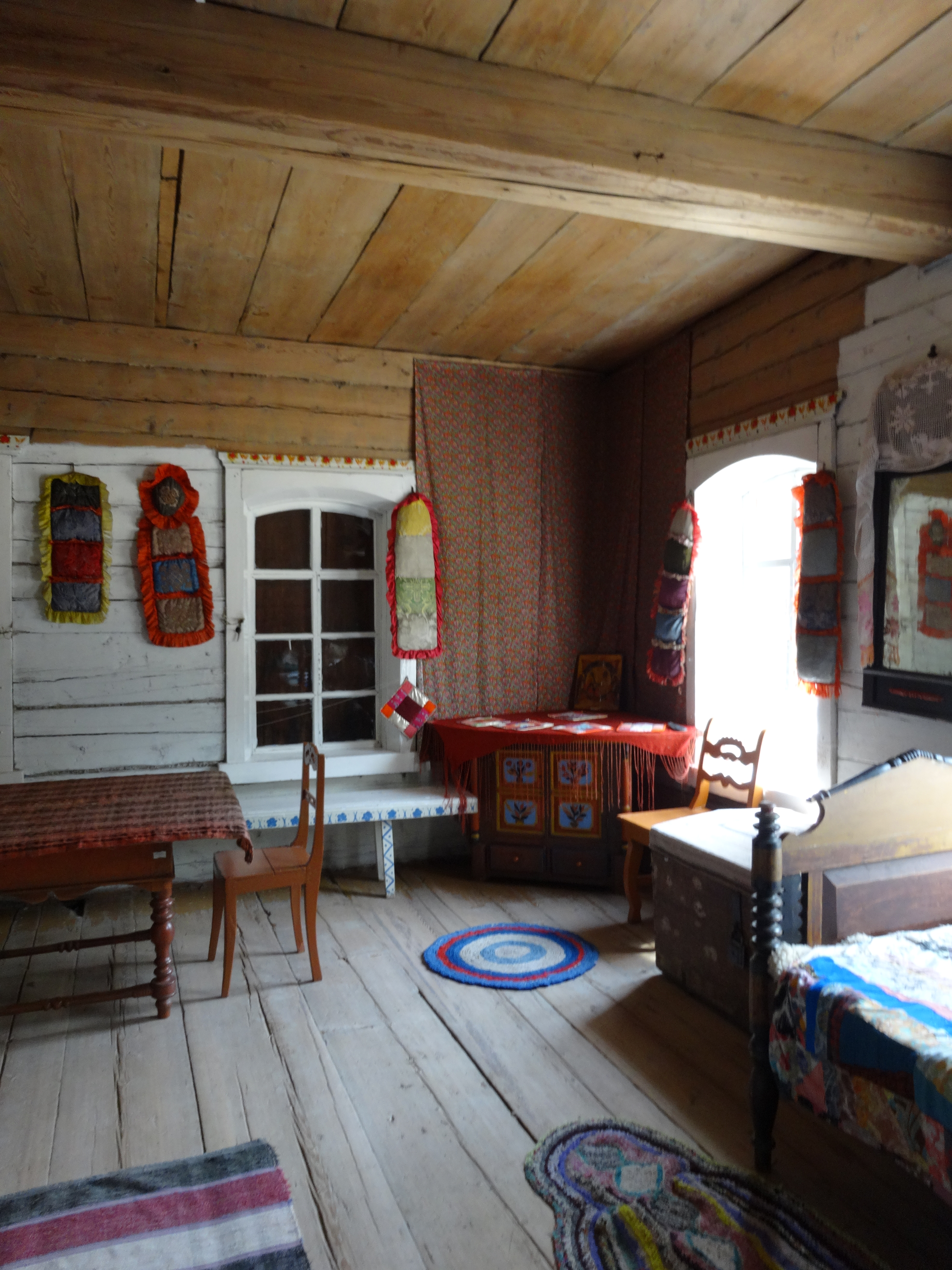
Красный угол.
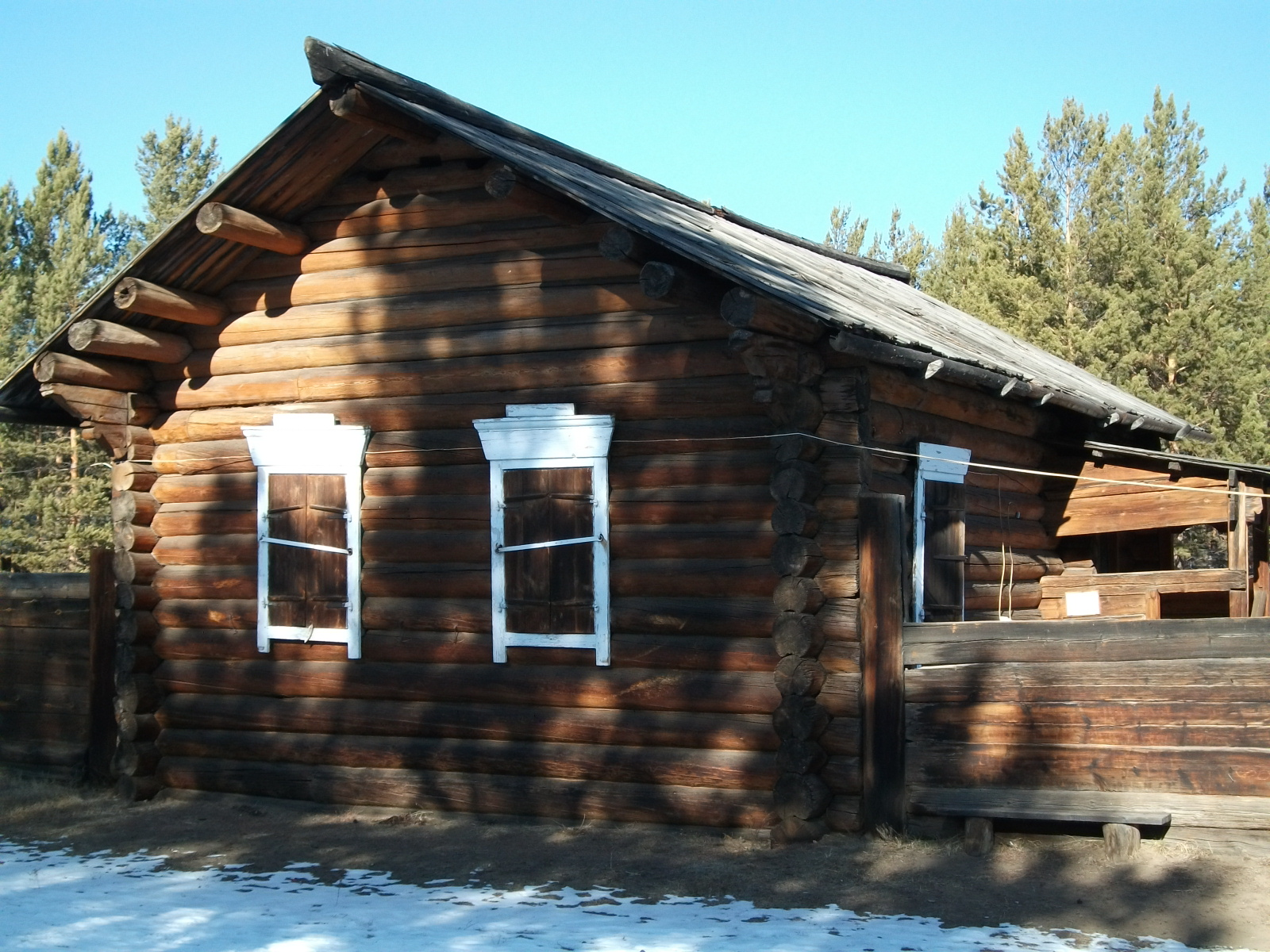
Дом Красикова из Барыкино-Ключи.